# Opoul-Périllos
Opoul-Périllos település Franciaországban, Pyrénées-Orientales megyében. Lakosainak száma 1218 fő (2022. január 1.). Opoul-Périllos Embres-et-Castelmaure, Feuilla, Fitou, Salses-le-Château és Vingrau községekkel határos.

## Földrajz

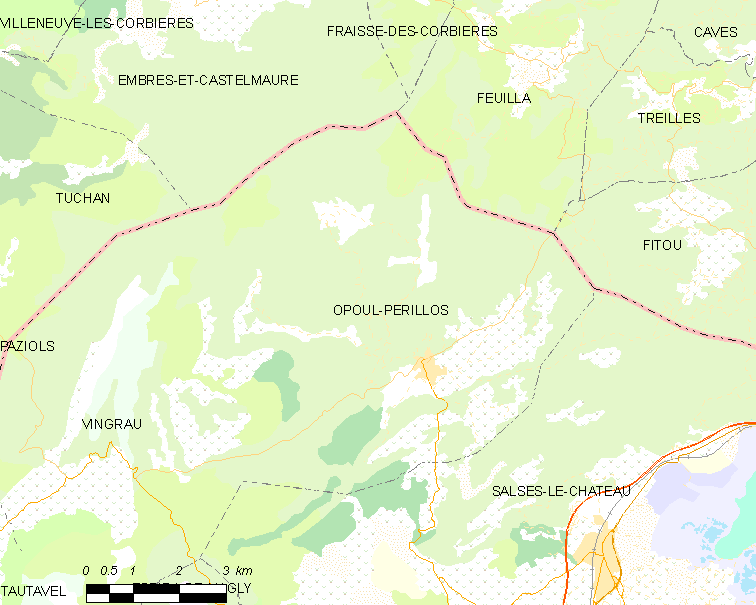
Opoul-Périllos és környéke

## Népesség
A település népességének változása:
| Lakosok száma | 1042 | 1135 | 1176 | 1199 | 1196 | 1192 | 1189 | 1202 | 1218 |
|               | 2013 | 2015 | 2016 | 2017 | 2018 | 2019 | 2020 | 2021 | 2022 |